# Louis Ier (roi de Portugal)
Pour les articles homonymes, voir Louis Ier.
Louis Ier est le second fils de la reine Marie II de Portugal et de son époux le roi jure uxoris Ferdinand II. Il est né le 31 octobre 1838 à Lisbonne, et mort le 19 octobre 1889 à Cascais. Il règne sur le Portugal du 11 novembre 1861 à sa mort.

## Biographie

### Début de vie
Le statut de deuxième fils du couple royal ne prédit pas au prince Louis de monter un jour sur le trône portugais. Néanmoins, son éducation est soignée et partagée dans une large mesure avec son frère aîné, le prince héritier Pierre de Portugal.

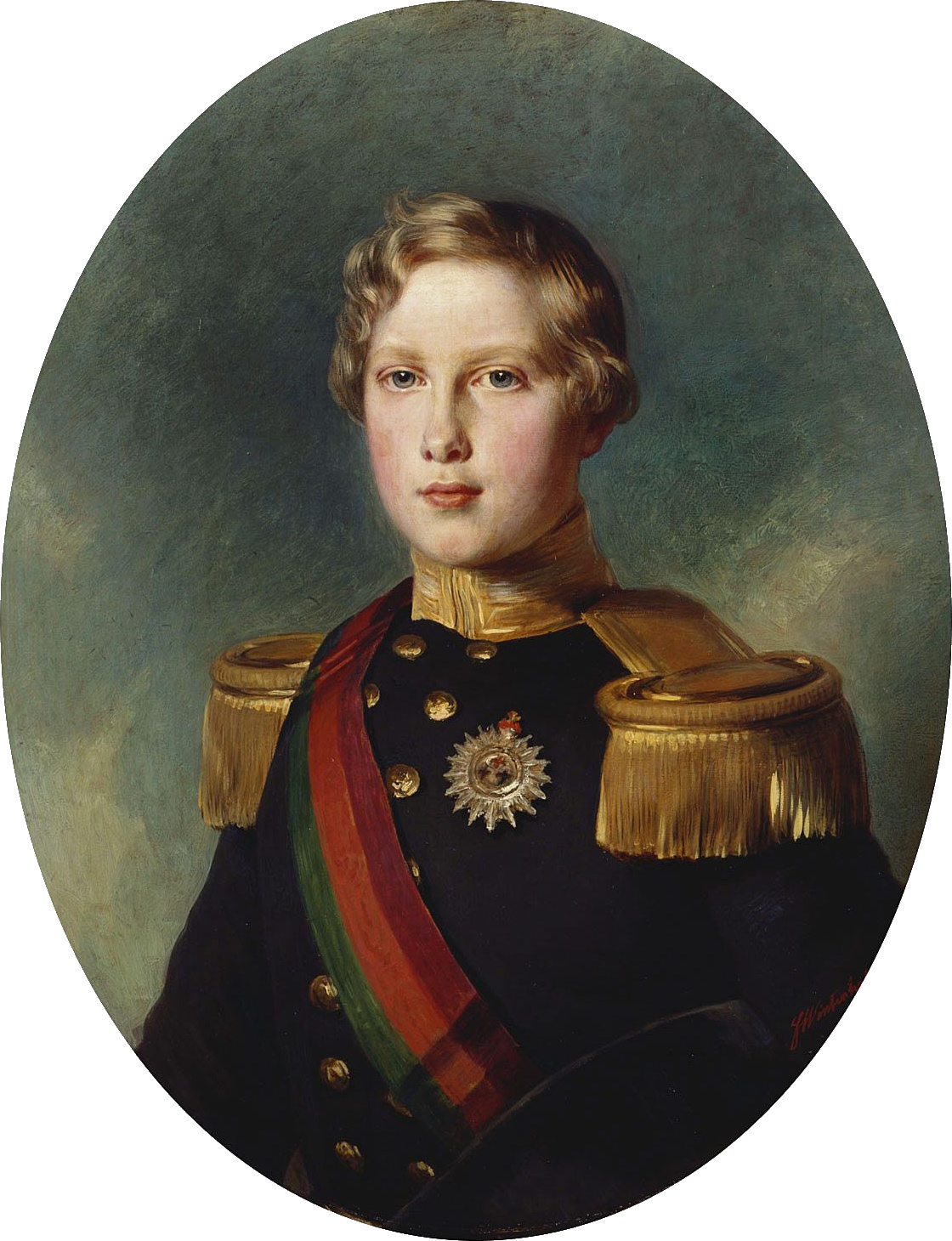
Louis, Infant de Portugal, en 1854.

Pierre et Louis partagent leur temps entre le palais de Mafra, le palais de Sintra, le palais de Vila Viçosa, ainsi que de séjours sporadiques au palais de Belém.
Le prince Louis se lance dans une carrière navale, après avoir été nommé membre de la Compagnie des Gardes Marines et reconnu lors d'une cérémonie à l'Arsenal de Marine de Lisbonne le 28 octobre 1846, à l'âge de seulement 8 ans. Il est successivement promu sous-lieutenant (1851), lieutenant-capitaine (1854), capitaine de frégate (1858) et capitaine de vaisseau (1859). Il est nommé par son frère, Pierre V de Portugal, commandant de la corvette Bartolomeu Dias, le 21 juin 1858. Au commandement de ce navire, il accomplit neuf missions de service vers des destinations telles que Madère, les Açores, Tanger, l'Angola, Southampton ou encore Anvers.
Louis est un homme cultivé, passionné de Littérature et de Poésie. Cependant, il n'a pas de préparations politiques lorsqu'il se retrouve précipité à la tête de l'État à la mort de ses frères, le roi Pierre V, Jean de Portugal et Ferdinand de Portugal en 1861 à la suite d'une épidémie de fièvre typhoïde.

### Règne
Louis Ier de Portugal succède à son frère, le roi Pierre V, mort après un peu moins de huit ans de règne. Le 11 novembre 1861, il monte sur le trône.

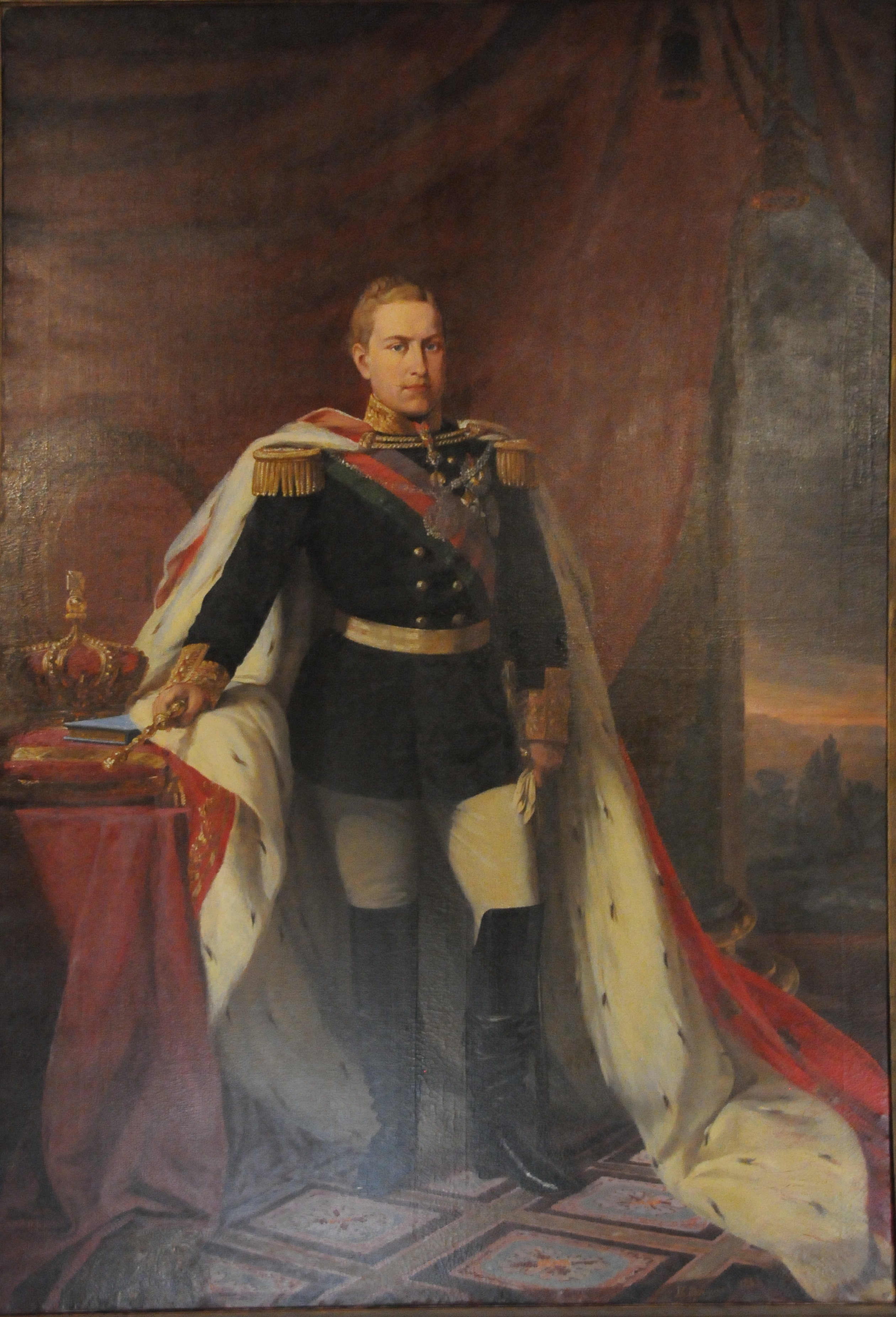
Portrait du couronnement de Louis Ier, peinture de José Rodrigues (1866, palais national d'Ajuda).

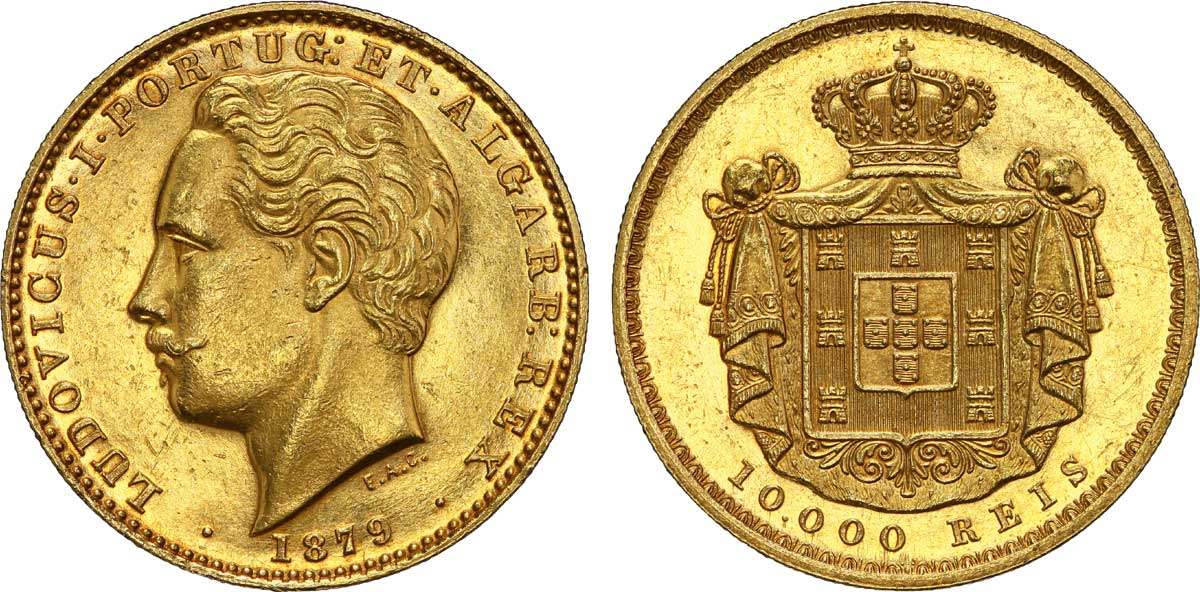
Pièce de monnaie portugaise frappée sous le règne de Louis Ier, vers 1879.

Le nouveau roi, cherchant à se marier, sélectionne un certain nombre d'épouses potentielles, dont la Princesse Marie de Hohenzollern-Sigmaringen, sœur de sa défunte belle-sœur Stéphanie de Hohenzollern-Sigmaringen, la duchesse Sophie-Charlotte en Bavière, belle-soeur de l'empereur François-Joseph Ier d'Autriche, la Princesse Maria Pia de Savoie et envisage également quelques archiduchesses autrichiennes. Le prince de Hohenzollern n'a pas agréé la demande du monarque portugais et le roi de Bavière argue du jeune âge de sa cousine. Cependant, la demande en mariage du roi à la princesse Maria Pia de Savoie est acceptée .
Louis épouse le 27 septembre 1862, par procuration à Turin, la fille de Victor-Emmanuel II d'Italie. Au début, ils ont tous deux un amour profond, mais les innombrables maîtresses du roi conduisent la reine à la dépression.
De cette union naissent:
- Charles Ier de Portugal
- Alphonse de Portugal (1865-1920), duc de Porto, en 1917, il épouse Nevada Stoody Hayes (1885-1941)

À la suite de la révolution de 1868 en Espagne, il se voit proposer la couronne espagnole après le départ en exil de la reine Isabelle II d'Espagne. Cependant, il refuse et tient à le faire savoir tant au Conseil des ministres, présidé par le duc de Loulé, qu'au peuple portugais. Deux jours après la publication de sa lettre patriotique au Journal officiel, c'est au tour de sa publication dans le Diário de Notícias, permettant ainsi à la Maison Royale de démentir la rumeur selon laquelle il y aurait une abdication : « Je suis né portugais, je veux mourir portugais », proclame Louis Ier, sur la première page du Diário de Notícias du 28 septembre 1869. En effet, si le roi accepte la couronne espagnole, il doit abdiquer au Portugal en faveur du prince Charles, son fils qui n'a que 6 ans, avec son père, l'ancien roi consort Ferdinand II, comme régent. Ceci ouvre aussi la possibilité d'une Union ibérique à moyen terme. Après le refus du roi portugais, le trône d'Espagne est finalement proposé au prince Amédée de Savoie.

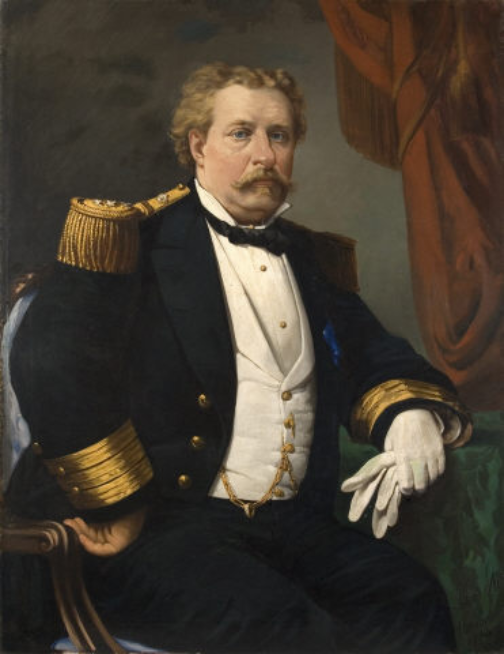
Louis Ier en uniforme de la marine
(musée de la Marine, huile sur toile, Julião Martinez, 1884).

Sous son règne, il convient de mentionner l'expansion du réseau routier et ferroviaire; la construction du Palácio de Cristal, à Porto; l'abolition de la peine de mort pour les délits civils; l'abolition de l'esclavage dans l'Empire Portugais et la publication du premier Code civil. En 1876, est fondée la première banque publique portugaise, la Caixa Geral de Depósitos et sont inaugurés le pont Maria-Pia ainsi que le pont Dom-Luis à Porto.
En 1884, la Conférence de Berlin a lieu, aboutissant à la dénommée Carte rose, qui définit la division de l'Afrique entre les grandes puissances coloniales : l'Empire allemand, la Belgique, la France, le Royaume-Uni et le Portugal.
Fertile en événements, c'est sous le règne de Louis Ier que sont fondés certains partis politiques portugais : le Partido Reformista (1865), arrivé au pouvoir en 1868, le Partido Socialista Portugais (1875), sous le nom de Partido Operário Socialista et le Partido Progressista (1876), arrivé au pouvoir en 1879. En 1883, se tient le Congrès du Comité d'organisation du Parti républicain portugais. À la fin de son règne, le Parti républicain se présente déjà comme une force politique parfaitement structurée.
Le roi est également un homme de science, passionné d'océanographie. Il investit une grande partie de sa fortune dans le financement de projets scientifiques et de bateaux de recherche océanographique, qui parcourent les océans à la recherche de spécimens. Il pratique également avec succès la photographie.

### Maladie et mort
Au cours de sa vie, Louis est un coureur de jupons. Alors qu'il est célibataire et officier de la marine, il aurait fréquenté des prostituées et, après être monté sur le trône, il a plusieurs relations extraconjugales, dont la plus célèbre est avec l'actrice Rosa Damasceno.
En conséquence, il contracte la syphilis, qui à cette époque est incurable et ne dispose d'aucun traitement efficace. En 1887, la maladie se manifeste et évolue finalement vers la neurosyphilis, qui le tue après des souffrances prolongées et atroces, le 19 octobre 1889, avant qu'il n'ait 51 ans, dans la citadelle de Cascais.
Son fils aîné lui succède sur le trône, sous le nom de Charles Ier. Sa tombe se trouve dans le Panthéon royal des Bragance, dans le monastère de Saint-Vincent de Fora, à Lisbonne.

## Titre complet
« Roi de Portugal et des Algarves, de chaque côté de la mer en Afrique, duc de Guinée et de la conquête, de la navigation et du commerce d'Éthiopie, d'Arabie, de Perse et d'Inde par la grâce de Dieu ».

## Distinctions

### Ordres portugais
Grand maître des ordres suivants :
- Ordre militaire du Christ.
- Ordre de Saint-Benoit d'Aviz.
- Ordre de Sant'Iago de l'Épée.
- Ordre de la Tour et de l'Épée.
- Ordre de l'Immaculée Conception de Vila Viçosa.

### Ordres étrangers
- Grand-croix de l'ordre de Saint-Étienne (Autriche) (1854).
- Chevalier de l'ordre de la Fidélité (Bade) (1862).
- Chevalier de l'ordre de Berthold Ier (Bade).
- Chevalier de l'ordre de Saint-Hubert (Bavière) (1867).
- Grand cordon de l’ordre de Léopold (Belgique) (1854).
- Grand-croix de l'ordre de la Croix du Sud (Brésil) (1861).
- Grand-croix avec collier de l'ordre de la Rose (Brésil).
- Chevalier de l'ordre impérial de Pierre Ier (Brésil).
- Chevalier de l'ordre de l'Éléphant (Danemark) (18 avril 1864).
- 1002e Chevalier de l'ordre de la Toison d'or (Espagne (28 novembre 1861).
- Grand-croix de l'ordre du Mérite naval avec décoration rouge (Espagne) (1877).
- Grand-croix de l'ordre de Saint-Ferdinand (Espagne).
- Grand-croix de l'ordre du mérite militaire (Espagne).
- Grand-croix de la Légion d'honneur de France.
- médaille militaire (France).
- Grand-croix de l'ordre du Sauveur (Grèce).
- Chevalier grand-croix de l'ordre royal des Guelfes (Hanovre).
- Grand-croix de l'ordre royal de Kamehameha Ier de Hawaï (19 août 1881).
- Grand-croix de l'ordre de Louis Ier de Hesse (7 décembre 1865).
- Grand cordon de l'ordre de la Rédemption africaine du Libéria.
- Bailli grand-croix d'honneur et de dévotion de l'ordre souverain de Malte.
- Grand-croix de l'ordre de la Couronne de Wende (Mecklembourg).
- Grand-croix de l'ordre de l'Aigle mexicaine (Mexique) (1865).
- Grand-croix de l'ordre de Saint-Charles (Monaco).
- Grand-croix de l’ordre de Saint-Olaf (Norvège) (28 décembre 1872).
- Grand-croix de l'ordre du Lion néerlandais (Pays-Bas) (1854).
- Chevalier de l'ordre de l'Aigle noir (Prusse).
- Grand-croix de l'ordre de l'Étoile de Roumanie.
- Grand-croix de l'ordre de la Couronne (Roumanie).
- Chevalier de l'ordre de la Jarretière (Royaume-Uni (17 juin 1865).
- Chevalier de l'ordre de Saint-André (Russie) (13 mars 1856).
- Chevalier de l'ordre de Saint-Alexandre Nevski (Russie) (13 mars 1856).
- Chevalier de l'ordre de l'Aigle blanc (Russie) (13 mars 1856).
- Chevalier 1re classe de l'ordre de Sainte-Anne (Russie) (13 mars 1856).
- Chevalier de l'Annonciade (Sardaigne) (15 juillet 1855).
- Grand-croix l'ordre des Saints-Maurice-et-Lazare (Sardaigne) (1855).
- Chevalier de l'ordre de la Couronne de Rue (Saxe) (1854).
- Grand-croix de l'ordre de la Maison ernestine de Saxe (duché de Saxe-Cobourg et Gotha) (1854).
- Grand-croix de l'ordre du Faucon blanc (Saxe-Weimar) (1er août 1854).
- Grand-croix de l'ordre équestre de Saint-Marin.
- Grand-croix de l'ordre de la Croix de Takovo de Serbie.
- Grand-croix de l'ordre de la Neuf gemmes (Siam).
- Chevalier de l'ordre des Séraphins (Suède) (27 novembre 1861).
- Grand cordon avec diamants de l'ordre de Nichan Iftikhar (Tunisie).
- décoré 1re classe de l'ordre du Médjidié (Turquie).
- Chevalier de l'ordre de la Couronne de Wurtemberg (1865).